# Виконт Кобэм
Виконт Кобэм (англ. Viscount Cobham) — аристократический титул в пэрстве Великобритании. Титул был создан 23 мая 1718 года для фельдмаршала сэра Ричарда Темпла, 1-го барона Кобэма и 4-го баронета из Стоу. Виконт имеет второстепенные титулы барона Кобэма из Кобэма, в графстве Кент, (1718 год), барона Уэсткота из Баллимора в графстве Лонгфорд (1776 год), и барона Литтелтона из Фрэнкли в графстве Вустер (1794 год). Все титулы принадлежат к пэрству Великобритании, кроме баронства Уэсткот, которое относится к пэрству Ирландии. Виконт также является баронетом из Фрэнкли в графстве Вустер (1618 год).
Барон и виконт Кобэм были второстепенными титулами графа Темпла с 1750 года по 1784 год, маркиза Бекингема с 1784 года по 1822 год и герцога Бекингема и Чандоса с 1822 года по 1889 год. С 1889 года титул соединён с баронством Литтелтон и баронством Уэсткот.

## Баронеты Темпл из Стоу (1611)
- 1611—1637: сэр Томас Темпл, 1-й баронет (9 января 1567 — февраль 1637), старший сын Джона Темпла
- 1637—1653: сэр Питер Темпл, 2-й баронет (10 октября 1592 — 12 сентября 1653), старший сын предыдущего
- 1653—1697: сэр Ричард Темпл, 3-й баронет (28 марта 1634 — 8 мая 1697), сын предыдущего
- 1697—1749: сэр Ричард Темпл, 4-й баронет (24 октября 1675 — 13 сентября 1749), сын предыдущего, виконт Кобэм с 1718 года, смотрите ниже
- 1749—1760: сэр Уильям Темпл, 5-й баронет (апрель 1694—1760)
- 1760—1761: сэр Питер Темпл, 6-й баронет (умер 15 ноября 1761)
- 1761—1786: сэр Ричард Темпл, 7-й баронет (1 июня 1731 — 15 ноября 1786) (в «спящем» состоянии).

## Виконты Кобэм (1718)
- 1718—1749: Ричард Темпл, 1-й виконт Кобэм (24 октября 1675 — 13 сентября 1749), сын Ричарда Темпла, 3-го баронета
- 1749—1752: Эстер Гренвиль, 2-я виконтесса Кобэм (ок. 1690 — 6 октября 1752), сестра предыдущего, графиня Темпл с 1751 года.

## Графы Темпл (1751)
- 1751—1752: Эстер Гренвиль, 1-я графиня Темпл, 2-я виконтесса Кобэм (ок. 1690 — 6 октября 1752), дочь Ричарда Темпла, 3-го баронета, жена Ричарда Гренвиль(ок. 1679—1726/1727)

## Виконты Кобэм (1718; восстановлен)
- 1752—1779: Ричард Гренвиль-Темпл, 2-й граф Темпл, 3-й виконт Кобэм (26 сентября 1711 — 11 сентября 1779), старший сын предыдущей
- 1779—1813: Джордж Ньюджент-Темпл-Гренвиль, 3-й граф Темпл, 4-й виконт Кобэм (17 июня 1753 — 11 февраля 1813), старший сын премьер-министра Великобритании Джорджа Гренвиля (1712—1770), племянник предыдущего, маркиз Бекингем с 1784 года.

## Маркизы Бекингем (1784)
- 1784—1813: Джордж Ньюджент-Темпл-Гренвиль, 1-й маркиз Бекингем, 4-й виконт Кобэм (17 июня 1753 — 11 февраля 1813), старший сын преподобного достопочтенного Джорджа Гренвиля (1712—1770), внук Ричарда Гренвиля (ок. 1679—1726) и Эстер Гренвиль, 1-й графини Темпл
- 1813—1839: Ричард Темпл-Ньюджент-Бриджес-Чандос-Гренвиль, 2-й маркиз Бекингем, 5-й виконт Кобэм (20 марта 1776 — 17 января 1839), старший сын предыдущего, герцог Бекингем и Чандос с 1822 года.

## Герцоги Бекингем и Чандос (1822)
- 1822—1839: Ричард Темпл-Ньюджент-Бриджес-Чандос-Гренвиль, 1-й герцог Бекингем и Чандос, 5-й виконт Кобэм (20 марта 1776 — 17 января 1839), старший сын Джорджа Ньюджента-Темпла-Гренвиля, 1-го маркиза Бекингема, 4-го виконта Кобэма;
- 1839—1861: Ричард Плантагенет Темпл-Ньюджент-Бриджес-Чандос-Гренвиль, 2-й герцог Бекингем и Чандос, 6-й виконт Кобэм (11 февраля 1797 — 29 июля 1861), единственный сын предыдущего;
- 1861—1889: Ричард Плантагенет Кэмпбелл Темпл-Ньюджент-Бриджес-Чандос-Гренвиль, 3-й герцог Бекингем и Чандос, 7-й виконт Кобэм (10 сентября 1823 — 26 марта 1889), единственный сын предыдущего.

## Виконты Кобэм (1718; восстановлен)
- 1889—1922: Чарльз Джордж Литтелтон, 8-й виконт Кобэм (27 октября 1842 — 9 июня 1922), старший сын Джорджа Уильяма Литтелтона, 4-го лорда Литтелтона (1817—1876)
- 1922—1949: Джон Кавендиш Литтелтон, 9-й виконт Кобэм (23 октября 1881 — 31 июля 1949), старший сын предыдущего
- 1949—1977: Чарльз Джон Литтелтон, 10-й виконт Кобэм (8 августа 1909 — 20 марта 1977), единственный сын предыдущего
- 1977—2006: Джон Уильям Леонард Литтелтон, 11-й виконт Кобэм (5 июля 1943 — 13 июня 2006), старший сын предыдущего
- 2006 — настоящее время: Кристофер Чарльз Литтелтон, 12-й виконт Кобэм (род. 23 октября 1947), младший брат предыдущего

Наследник: достопочтенный Оливер Кристофер Литтелтон (род. 24 февраля 1976), единственный сын 12-го виконта.